# Ousethorpe
Ousethorpe – osada w Anglii, w hrabstwie East Riding of Yorkshire. Leży 37 km na północny zachód od miasta Hull i 275 km na północ od Londynu.